# HB Esch
HB Esch is een handbalvereniging uit Esch-sur-Alzette, Luxemburg. Het eerste herenteam komt uit in de hoogste Luxemburgse herencompetitie en het eerste damesteam komt uit in de hoogste Luxemburgse damescompetitie.
De vereniging werd in 2001 opgericht uit een fusie van de verenigingen HB Eschois Fola (opgericht 1933) en HC Fraternelle Esch (opgericht 1945).
Van 2010 tot en met 2014 heeft de herenploeg 3 seizoenen deelgenomen aan de Benelux Liga, maar wist de laatste 4 nooit te bereiken.

## Erelijst HB Eschois Fola

### Heren
| Competitie    | Aantal | Jaren |
| ------------- | ------ | --- |
| Nationaal     |        | |
| Landskampioen | 18x    | 1946-47, 1947-48, 1949-50, 1950-51, 1951-52, 1952-53, 1953-54, 1959-60, 1960-61, 1962-63 1973-74, 1974-75, 1977-78, 1978-79, 1982-83, 1986-87, 1987-88, 1988-89 |
| Bekerwinnaar  | 16x    | 1949-50, 1950-51, 1951-52, 1952-53, 1953-54, 1954-55, 1959-60, 1960-61, 1962-63, 1964-65 1970-71, 1973-74, 1974-75, 1977-78, 1981-82, 1983-84                   |

## Erelijst HC Fraternelle Esch

### Heren
| Competitie    | Aantal | Jaren                                                                  |
| ------------- | ------ | ---------------------------------------------------------------------- |
| Nationaal     |        |                                                                        |
| Landskampioen | 2x     | 1948-49, 1995-96                                                       |
| Bekerwinnaar  | 8x     | 1948-49, 1956-57, 1992-93, 1994-95, 1995-96, 1997-98, 1999-00, 2000-01 |

## Erelijst HB Esch

### Heren
| Competitie    | Aantal | Jaren |
| ------------- | ------ | --- |
| Nationaal     |        | |
| Landskampioen | 12x    | 2001-02, 2002-03, 2003-04, 2006-07, 2009-10, 2012-13, 2016-17, 2018-19, 2019-20, 2020-21, 2021-22, 2022-23 |
| Bekerwinnaar  | 9x     | 2001-02, 2005-06, 2010-11, 2011-12, 2013-14, 2016-17, 2018-19, 2019-20, 2023-24                            |